# Nadija Didenko
Nadija Wiktoriwna Didenko (ukrainisch Надія Вікторівна Діденко, wiss. Transliteration Nadija Viktorivna Didenko; * 7. März 1986 in Iwano-Frankiwsk) ist eine ehemalige ukrainische Freestyle-Skierin. Sie war auf die Disziplin Aerials (Springen) spezialisiert und nahm an zwei Olympischen Winterspielen sowie fünf Freestyle-Skiing-Weltmeisterschaften teil.

## Werdegang
Didenko nahm im März 2004 in Lenzerheide erstmals am Europacup teil und im Februar 2005 in Shenyang erstmals am Freestyle-Skiing-Weltcup, wobei sie den 13. Platz errang. Im folgenden Monat kam sie bei den Weltmeisterschaften in Ruka auf den 22. Platz. In der Saison 2005/06 sprang sie im Weltcup dreimal unter die ersten Zehn und erreichte damit ihre ersten Top-Zehn-Platzierungen. Beim Saisonhöhepunkt, den Olympischen Winterspielen 2006 in Turin, errang sie den 20. Platz. Zudem gewann sie bei den Juniorenweltmeisterschaften 2006 in Krasnoe Ozero die Goldmedaille. In den folgenden Jahren belegte sie bei den Weltmeisterschaften 2007 in Madonna di Campiglio den 14. Platz und bei den Weltmeisterschaften 2009 in Inawashiro den 12. Rang. In der Saison 2009/10 wurde sie Zehnte im Aerials-Weltcup und sprang bei den Olympischen Winterspielen 2010 in Vancouver auf den 13. Platz. In der folgenden Saison erreichte sie mit fünf Top-Zehn-Platzierungen bei sieben Weltcupteilnahmen den siebten Platz im Aerials-Weltcup und bei den Weltmeisterschaften 2011 in Deer Valley den 14. Rang. Nach Platz 11 in Mont Gabriel zu Beginn der Saison 2011/12, kam sie im Weltcup siebenmal unter die ersten Zehn und wurde damit Achte im Aerials-Weltcup. Zudem holte sie in Bukowel zwei Siege im Europacup und sprang damit auf den fünften Platz in der Aerials-Wertung. 
Zu Beginn der Saison 2012/13 errang Didenko beim Europacup in Ruka die Plätze zwei und eins. Es folgten im Weltcup fünf Top-Zehn-Platzierungen und damit erneut der siebte Platz im Aerials-Weltcup. Dabei erreichte sie mit Platz zwei in Bukowel ihre einzige Podestplatzierung im Weltcup. Beim Saisonhöhepunkt, den Weltmeisterschaften 2013 in Voss, wurde sie Neunte. Ihren 57. und damit letzten Weltcup absolvierte sie im Januar 2014 in Deer Valley, welchen sie auf dem 17. Platz beendete.

## Erfolge

### Olympische Spiele
- 2006 Turin: 20. Platz Aerials
- 2010 Vancouver: 13. Platz Aerials

### Weltmeisterschaften
- 2005 Ruka: 22. Platz Aerials
- 2007 Madonna di Campiglio: 14. Platz Aerials
- 2009 Inawashiro: 12. Platz Aerials
- 2011 Deer Valley: 14. Platz Aerials
- 2013 Voss: 9. Platz Aerials

### Weltcup
Didenko errang im Weltcup einen Podestplatz.
Weltcupwertungen:
| Saison  | Gesamt | Gesamt | Aerials | Aerials |
| Saison  | Platz  | Punkte | Platz   | Punkte  |
| ------- | ------ | ------ | ------- | ------- |
| 2004/05 | 90.    | 3      | 30.     | 41      |
| 2005/06 | 51.    | 17     | 17.     | 182     |
| 2006/07 | 31.    | 20     | 13.     | 121     |
| 2007/08 | 48.    | 19     | 15.     | 169     |
| 2008/09 | 53.    | 18     | 17.     | 124     |
| 2009/10 | 31.    | 22     | 10.     | 131     |
| 2010/11 | 25.    | 32     | 7.      | 223     |
| 2011/12 | 27.    | 29     | 8.      | 287     |
| 2012/13 | 24.    | 38     | 7.      | 264     |
| 2013/14 | 188.   | 3      | 34.     | 14      |

### Europacup
- 6 Podestplätze, davon 3 Siege

### Juniorenweltmeisterschaften
- Krasnoe Ozero 2006: 1. Platz Aerials

### Weitere Erfolge
- 2 Podestplätze im Nor-Am-Cup